# Јединствени народноослободилачки фронт Југославије
Јединствени народноослободилачки фронт Југославије (ЈНОФ Југославије, ЈНОФ) био је политичка организација, која је током Другог светског рата у Југославији окупљала антифашистички расположене широке слојеве становништва. По завршетку рата 1945. године, ЈНОФ је трансформисан и наставио да делује под именом Народни фронт Југославије.

## Предратни корени
Идеја о оснивању Народног фронта, као тактике јединственог фронта против фашизма и „реакционарне буржоазије“, први пут је у Југославији изнесена на Четвртој земаљској конференцији КПЈ у Љубљани 1934. године. На пленуму Централног комитета КПЈ, одржаном јуна 1935. године у Сплиту, референт Благоје Паровић прецизирао је курс деловања Народног фронта „против владајућег режима, владајуће буржоазије“ као савеза који би требало да уједињује и представља све становнике расположене против тадашње власти. За разлику од осталих земаља Европе, Народни фронт у Југославији није деловао као коалиција странака и група на политичкој сцени земље, већ као широки антифашистички покрет.

## Народноослободилачки рат
По избијању оружаног устанка и борбе против окупаторских снага у Југославији 1941. године, Народни фронт је израстао у масовни народноослободилачки покрет и представљао политичку основу читаве оружане борбе. Главни циљеви Фронта у периоду од 1941. до 1945. године били су:
- ослобођење Југославије
- национално и социјално ослобођење свих народа Југославије
- изградња братства, јединства и равноправности народа Југославије
- стварање нове државе у економском и политичком погледу

Развитак ЈНОФ-а није био равномеран у свим деловима земље. Зависио је од низа специфичних услова и одвијао се кроз разне форме, али су зато циљеви свуда били исти, иако не политички и организациони облици борбе. Након масовног оружаног устанка у Србији у лето 1941. године, на ослобођеној територији били су борани локални одбори народноослободилачког фронта. У Словенији је још у првим данима окупације, 27. априла 1941, основана Освободилна фронта.
Основни задатак ЈНОФ-а била је активност у оружаној борби, јер је он представљао својеврсни савез патриотских и антифашистички расположених снага једне окупиране земље. На ослобођеним територијама, Фронт је своју активност усмеравао на мобилизацију добровољних бораца за војне јединице НОВЈ, организовање снабдевања војске и становништва, прихватање рањеника, стварање нове народне власти и помоћ њеним органима. На окупираној територији, активисти ЈНОФ-а заговарали су веру у коначну победу, припремали и слали борце у војне јединице, сакупљали добровољну помоћ у новцу, намирницама и санитетском материјалу.
Пред крај рата, у читавој је земљи деловала разграната мрежа организација ЈНОФ-а: земаљски, покрајински, окружни, срески и месни одбори. Поред комуниста, у њима су били и поједини функционери предратних странака, који су учествовали у Народноослободилачком покрету. У оквиру ЈНОФ-а, дошло је и до обнављања руководстава неких од тих странака, које су се распале још 1941. године.
Веће странке и организације, које су деловале унутар ЈНОФ-а, биле су:
- Антифашистички фронт жена
- Земљорадничка странка
- Јединствени синдикат радника и намесника
- Југословенска републиканска демократска странка
- Народна сељачка странка
- Независна демократска партија
- Социјалдемократска партија Југославије
- Социјалистичка партија Југославије
- Уједињени савез антифашистичке омладине Југославије
- Хрватска сељачка странка

Пред крај рата, били су организовани републички и покрајински Народни фронтови у саставу Јединственог народноослободилачког фронта Југославије:
| Назив народног фронта                           | Датум одржавања прве конференције | Место, република или покрајина |
| ----------------------------------------------- | --------------------------------- | ------------------------------ |
| Јединствени народноослободилачки фронт Хрватске | 18. мај 1944.                     | Хрватска                       |
| Народноослободилачки фронт Босне и Херцеговине  | 3. јул 1944.                      | Сански Мост, БиХ               |
| Народноослободилачки фронт Црне Горе            | 16. јул 1944.                     | Колашин, Црна Гора             |
| Уједињени народноослободилачки фронт Србије     | 14. новембар 1944.                | Србија                         |
| Народноослободилачки фронт Македоније           | 26. новембар 1944.                | Скопље, Македонија             |
| Народноослободилачки фронт Војводине            | 11. децембар 1944.                | Нови Сад, Војводина            |
| Народноослободилачки фронт Косова               | 11. и 12. април 1945.             | Косово                         |
| Ослободилачки фронт Словеније                   | 15. и 16. јул 1945.               | Словенија                      |

## Трансформација у Народни фронт Југославије
Јединствени народноослободилачки фронт трансформисао се у мирнодопску масовну организацију на Првом конгресу, одржаном од 5. до 7. августа 1945. године. Конгрес је обележио крај развитка Народног фронта као масовног политичког покрета и почетак његовог конституисања у јединствену политичку организацију радних људи Југославије. Конгрес је извршио обедињавање федералних организација у јединствену организацију, донео програм и статут, одредио задатке у новим условима и променио име у Народни фронт Југославије.